# Yuan Xinyue

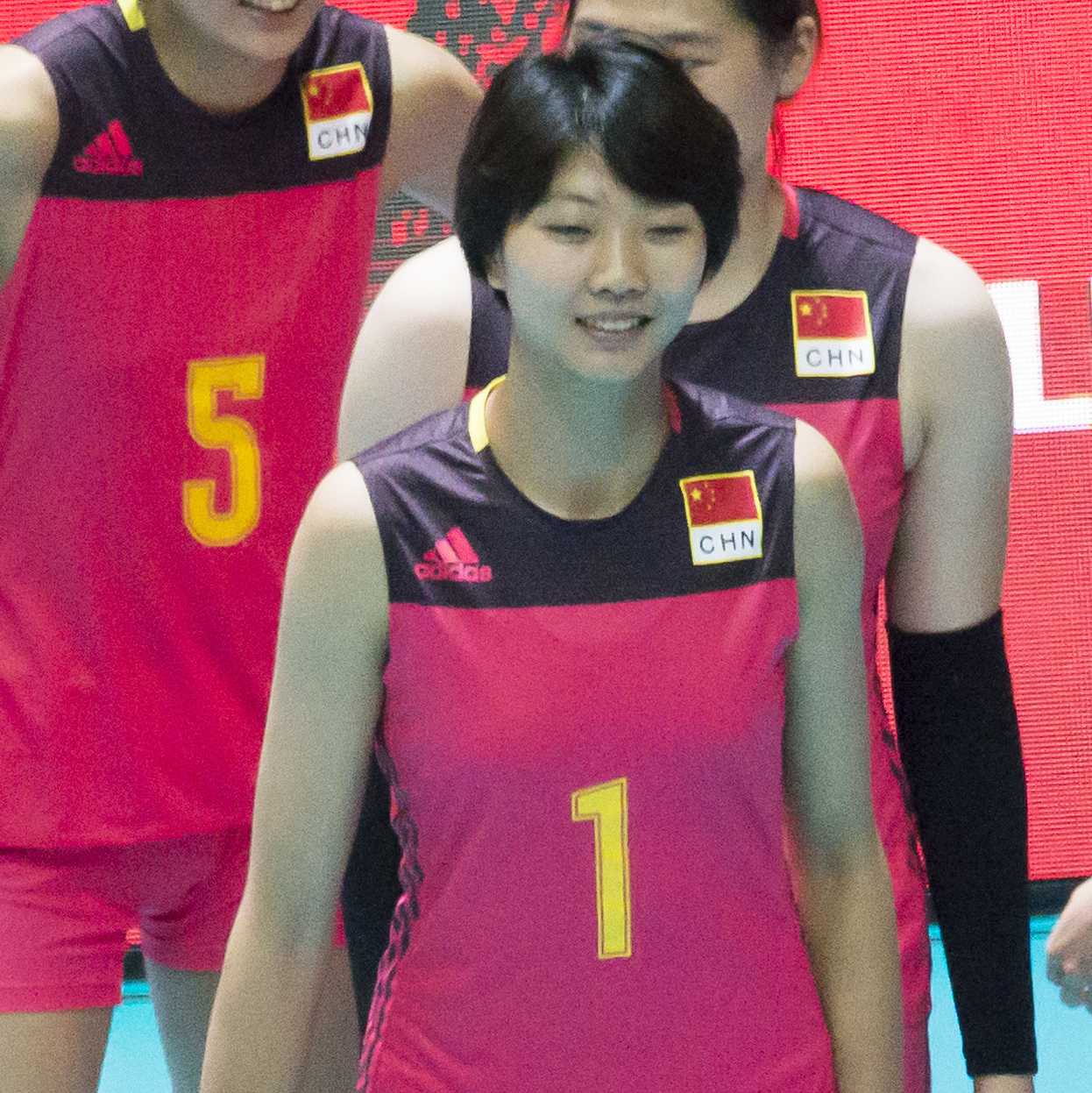
Yuan Xinyue reprezentantką Chin w 2017 roku

Yuan Xinyue (chiń. 袁新月; ur. 21 grudnia 1996 w Chongqing) – chińska siatkarka, reprezentantka kraju, grająca na pozycji środkowej.

## Sukcesy klubowe
Mistrzostwo Chin:
- 2015, 2022, 2023[4], 2024[5]
- 2021
- 2018

Klubowe Mistrzostwa Świata:
- 2023[6]

Mistrzostwo Turcji:
- 2025[7]

## Sukcesy reprezentacyjne
Mistrzostwa Świata Kadetek:
- 2013
- 2011

Mistrzostwa Azji Kadetek:
- 2012

Mistrzostwa Świata:
- 2014
- 2018

Mistrzostwa Azji:
- 2015[8]

Puchar Świata:
- 2015[9], 2019

Igrzyska Olimpijskie:
- 2016

Puchar Wielkich Mistrzyń:
- 2017

Liga Narodów:
- 2023[10]
- 2018

Igrzyska Azjatyckie:
- 2018, 2022[11]

## Nagrody indywidualne
- 2012: Najlepsza blokująca Mistrzostw Azji Kadetek
- 2013: MVP i najlepsza środkowa Mistrzostw Świata Kadetek
- 2017: Najlepsza środkowa Pucharu Wielkich Mistrzyń
- 2023: Najlepsza środkowa Ligi Narodów[12]